# 2023年の芸術
2023年の芸術では、2023年（令和5年）の芸術分野に関する出来事について記述する。
なお、文学については「2023年の文学」を、音楽については「2023年の音楽」を、映画については「2023年の映画」をそれぞれ参照すること。